# Aeropuerto de Socotra
El aeropuerto de Socotra (árabe: مطار سقطرى) (IATA: SCT, OACI: OYSQ). Es el único aeropuerto comercial que sirve a la isla yemení de Socotra en el mar Arábigo y su ciudad capital de Hadiboh. Se abrió en 1999.

## Descripción general
Es el aeropuerto yemení más remoto y tiene vuelos casi diarios que conectan la isla con el aeropuerto continental cerca de Al Mukalla (aeropuerto de Riyan) donde todos los aviones hacen una parada técnica en su ruta hacia la ciudad capital de Saná o la ciudad portuaria del sur de Adén.
El aeropuerto está ubicado en la carretera asfaltada que conecta Hadiboh en la costa norte con la principal atracción turística en el extremo oeste de la isla, la playa de Qalansiyah. Se necesitan aproximadamente dos horas para llegar desde el aeropuerto a Qalansiyah.
No hay un servicio de transporte programado entre el aeropuerto y Hadiboh, pero se puede llegar en un cuarto de hora en vehículo. Las tarifas normales varían entre 30 y 50 riales yemeníes.
Los vuelos fueron suspendidos en marzo de 2015, debido a la intervención militar en Yemen.
En abril de 2018 tropas de los Emiratos Árabes Unidos expulsaron a los soldados yemeníes que estaban a cargo del aeropuerto. El 14 de mayo del mismo año, se negoció un acuerdo entre los Emiratos Árabes Unidos y Yemen en el cual se le devolvió el control del aeropuerto a este último.

## Aerolíneas y destinos
| Aerolíneas | Destinos         |
| ---------- | ---------------- |
| Yemenia    | El Cairo, Seiyun |